# La zolfara (brano musicale)
La zolfara è un brano musicale scritto da Michele L. Straniero e Fausto Amodei e inciso nel 1958 da Pietro Buttarelli nell'EP Cantacronache 1.

## Descrizione
Il testo della canzone racconta la morte di alcuni minatori avvenuta alla Solfara Gessolungo a causa di un'esplosione da grisou avvenuta nel 1881.

## Cover
Il brano venne ripreso l'anno successivo da Ornella Vanoni nel suo secondo singolo Hanno ammazzato il Mario/La zolfara, pubblicato dalla Dischi Ricordi e, nello stesso anno, nel suo secondo EP Le canzoni della malavita vol. 2.
Nel 1974 Nanni Svampa, Lino Patruno e Franca Mazzola l'hanno incisa in una versione dal vivo nel loro album Un giorno dopo l'altro.